# Bedesten, Yahşihan
Bedesten là một xã thuộc huyện Yahşihan, tỉnh Kırıkkale, Thổ Nhĩ Kỳ. Dân số thời điểm năm 2010 là 116 người.